# The Color Morale
The Color Morale is een Amerikaanse metalcoreband afkomstig uit Rockford, Illinois. 

## Biografie
De band werd opgericht in 2007 door Justin Hieser, Garrett Rapp Ramon Mendoza, John Bross en Steve Carey. De laatste vier waren daarvoor lid van een band genaamd The Killer Apathy. De naam The Colore Morale is volgens de band een missiestatement. Op 9 juni 2009 tekende de band een contract bij Rise Records, waarna de band op 1 september hun debuutalbum  We All Have Demons uitbracht. Het album werd opgenomen in Foundation Studios en geproduceerd door Joey Sturgis. In 2010 toerde de band met de Rise Records Tour naast The Bled door Noord-Amerika. Op 8 maart 2011 bracht de band haar eveneens door Joey Sturgis geproduceerde vervolgalbum My Devil in Your Eyes uit. Hierna had de band te maken met enkele positionele wisseling.
Op 20 maart 2013 bracht Rise Records het album Know Hope uit via YouTube. Josh Schroeder verzorgde de productie voor dit derde album van de band. Op 10 april 2014 maakte Fearless Records bekend dat zij de band gecontracteerd hadden. Een dag later werd bekend gemaakt dat Hieser zou vertrekken. Mike Honson was zijn vervanger. Op 16 juli van datzelfde jaar bracht de band de single Suicide;Stigma uit, dat een gastoptreden van We Came as Romans zanger Dave Stephens bevatte. Op 2 september 2014 werd dan ook het door Mike Green geproduceerde vierde studioalbum van de band, Hold On Pain Ends, uitgebracht.
Op 19 augustus 2016 kwam met Desolate Divine het vijfde studioalbum van de band uit. Op het album deed Garret Rapp enkel nog de schone vocalen. Slaggitarist Aaron Saunders nam de screams voor zijn rekening. Op 19 januari 2018 kondigde de band aan een pauze te nemen.
Op 25 maart 2020 kondigde Garrett Rapp echter aan dat de band was begonnen met het schrijven van een zesde studioalbum.

## Personele bezetting
Huidige leden
- Garret Rapp – leidende vocalen, gitaar (2007–heden)
- Steve Carey – drums (2007–heden)
- Devin King – leidende gitaar (2012–heden)
- Aaron Saunders – slaggitaar (2012–heden), vocalen (2013–heden), achtergrondvocalen (2012–2013)
- Mike Honson – bas, achtergrondvocalen (2013–heden)

Voormalige leden
- John Bross – slaggitaar, achtergrondvocalen (2007–2011)
- Ramon Mendoza – leidende gitaar (2007–2012)
- Ryan Pulice – bas (2011–2012)
- Justin Hieser – bas (2007–2011, 2012–2013), slaggitaar (2011–2012), vocalen (2007–2013)

Tijdlijn

## Discografie
Studioalbums
| Jaar | Titel                 | Label    | Hoogste notering in de Amerikaanse hitlijsten | Hoogste notering in de Amerikaanse hitlijsten | Hoogste notering in de Amerikaanse hitlijsten | Hoogste notering in de Amerikaanse hitlijsten |
| Jaar | Titel                 | Label    | Top 200                                       | US Heat                                       | US Christian                                  | US Indie                                      |
| ---- | --------------------- | -------- | --------------------------------------------- | --------------------------------------------- | --------------------------------------------- | --------------------------------------------- |
| 2009 | We All Have Demons    | Rise     | –                                             | –                                             | –                                             | –                                             |
| 2011 | My Devil in Your Eyes | Rise     | –                                             | 11                                            | 20                                            | 44                                            |
| 2013 | Know Hope             | Rise     | 106                                           | 1                                             | -                                             | 22                                            |
| 2014 | Hold On Pain Ends     | Fearless | 28                                            | –                                             | –                                             | 6                                             |
| 2016 | Desolate Divine       | Fearless | 155                                           |                                               |                                               |                                               |